# Mirlande Manigat
Mirlande Manigat (ur. 3 listopada 1940 w Miragoâne) – haitańska polityk i profesor, senator, sekretarz generalna partii RDNP. Pierwsza dama Haiti w 1988. Kandydatka w wyborach prezydenckich w 2010. 

## Życiorys
Mirlande Manigat urodziła się w 1940 w Miragoâne w zachodniej części Haiti. Studiowała nauki społeczne w Ecole Normale Supérieure na Uniwersytecie Haiti. Uzyskała licencjat z historii na paryskiej Sorbonie oraz dyplom stosunków międzynarodowych w Instytucie Nauk Politycznych w Paryżu. W 1968 obroniła doktorat z nauk politycznych na Sorbonie.
Po studiach rozpoczęła pracę naukową, najpierw w Centrum Nauk Stosunków Międzynarodowych (CERI) związanym z Narodowym Centrum Badań Naukowych w Paryżu (1970-1974), następnie w Instytucie Stosunków Międzynarodowych na Uniwersytecie Indii Zachodnich na Trynidadzie (1974-1978), Uniwersytecie Simona Bolivara w Caracas (1978-1986) oraz w Akademii Wojskowej i Narodowej Akademii Dyplomatycznej i Konsularnej na Haiti. W 1999 została profesorem prawa konstytucyjnego na Uniwersytecie Quisqueya na Haiti, a w kolejnych latach dziekanem Wydziału Nauk Prawnych i Politycznych oraz wicerektorem ds. badań, rozwoju instytucjonalnego i współpracy międzynarodowej. Jest autorką publikacji i książek w zakresie stosunków międzynarodowych, politologii i prawa konstytucyjnego. Jest członkinią Agencji Uniwersyteckiej Frankofonii.
W sierpniu 2007 objęła stanowisko sekretarza generalnego partii politycznej Rassemblement des Démocrates Nationaux Progressistes (RDNP). Wchodziła w skład haitańskiego Senatu. W 2010 została kandydatką RDNP na urząd prezydenta w wyborach prezydenckich. W pierwszej turze wyborów 28 listopada 2010 osiągnęła najlepszy rezultat, zdobywając 31,6% głosów. Pokonała muzyka Michela Martelly'ego (22,2%) oraz kandydata partii rządzącej Jude’a Célestina (21,9%). W drugiej turze wyborów 20 marca 2011 przegrała jednak z Martelly'm, uzyskawszy 32,4% głosów.
Mirlande Manigat w 1971 poślubiła Leslie Manigata, prezydenta Haiti od lutego do czerwca 1988. Mają razem jedną córkę.